# موجة ثقالية

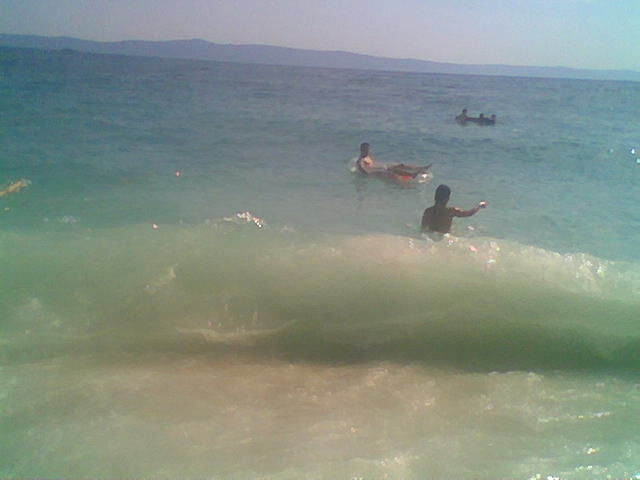
موجة جاذبية تنكسر على شاطئ المحيط.

موجة ثقالية (بالإنجليزية: Gravity wave)‏ في ديناميكا الموائع هي موجات تتولد في الموائع أو على التماس بين وسطين (على سبيل المثال بين الغلاف الجوي والمحيط) والتي لديها قوة استعادة الجاذبية أو الطفو.